# Jean de Lingendes (évêque)
Pour les articles homonymes, voir Jean de Lingendes.
Jean de Lingendes, né à Moulins en 1595 et mort le 2 mai 1665, est un évêque français du XVIIe siècle. Il est proche parent du célèbre prédicateur Claude de Lingendes.

## Biographie
Jean de Lingendes est le fils de Michel de Lingendes et de Marguerite Belein. Il commence ses études de philosophie et de théologie au collège des jésuites de Bourges et y obtient son doctorat en théologie en 1624. Sa première fonction à la cour est d'être le tuteur d'Antoine de Bourbon-Bueil, comte de Moret-sur-Loing, fils illégitime du roi Henri IV. Il sert également la reine Anne d'Autriche et Gaston d'Orléans. Ordonné prêtre en 1626, il devient aumônier de Louis XIII qui lui donne en commende l'abbaye Saint-Wulmer de Samer, du diocèse de Boulogne, et le nomme prédicateur ordinaire de la cour en 1626. Il devient conseiller du Roi et atteint la renommée comme orateur religieux. 
Le cardinal de Richelieu  l'apprécie également et le fait désigner comme évêque de Sarlat en 1639 mais il n'est confirmé  que le 14 juillet 1642 et consacré en décembre de la même année par l'archevêque de Reims. Il résigne son siège épiscopal le 27 septembre 1647 et il est désigné le 11 novembre 1650 évêque de Mâcon.
L'évêque fait venir de Bourg-en-Bresse des religieuses de la Charité de Notre-Dame pour servir dans l'hôtel-Dieu de Mâcon. En 1653, Lingendes tient un synode à Mâcon et en fait publier les statuts ; il complète pour le diocèse l'adoption de la liturgie romaine, prescrite en 1601 par Gaspard Dinet. La même année, il commença sa visite pastorale dans toutes les paroisses du Mâconnais. Il est choisi par le clergé de la province de Lyon, ainsi que Jacques de Neuchèze, pour le représenter à l'assemblée générale du clergé tenue à Paris en 1665. À Mâcon, il fait établir la chapelle du couvent de la Visitation.
À sa mort le 2 mai 1665 à l'âge de 70 ans, il reçut la sépulture épiscopale, en la cathédrale Saint-Vincent de Mâcon, dans la chapelle de Saint-Claude, sous un monument qu'il s'était fait construire.

## Œuvres
- Oraison funèbre du roy Louis XIII, surnommé le Juste, prononcée en l'église de Saint-Denis, le 22e jour de juin 1643, au service solennel de ses obsèques, Paris, Charles Savreux, 1643, 75 p. (lire en ligne).